# Bareia oculigera
Bareia oculigera là một loài bướm đêm trong họ Noctuidae.